# GRB 080916C
GRB 080916C – rozbłysk gamma odkryty przez kosmiczne obserwatorium GLAST 16 września 2008. Energia rozbłysku równa się energii około 9000 eksplodujących supernowych i była skoncentrowana głównie w dwóch dżetach, które poruszały się z prędkością wynoszącą 99,9999% prędkości światła w próżni. Jest to jeden z najpotężniejszych odkrytych dotychczas rozbłysków gamma.